# لاگرانژین (نظریه میدان)

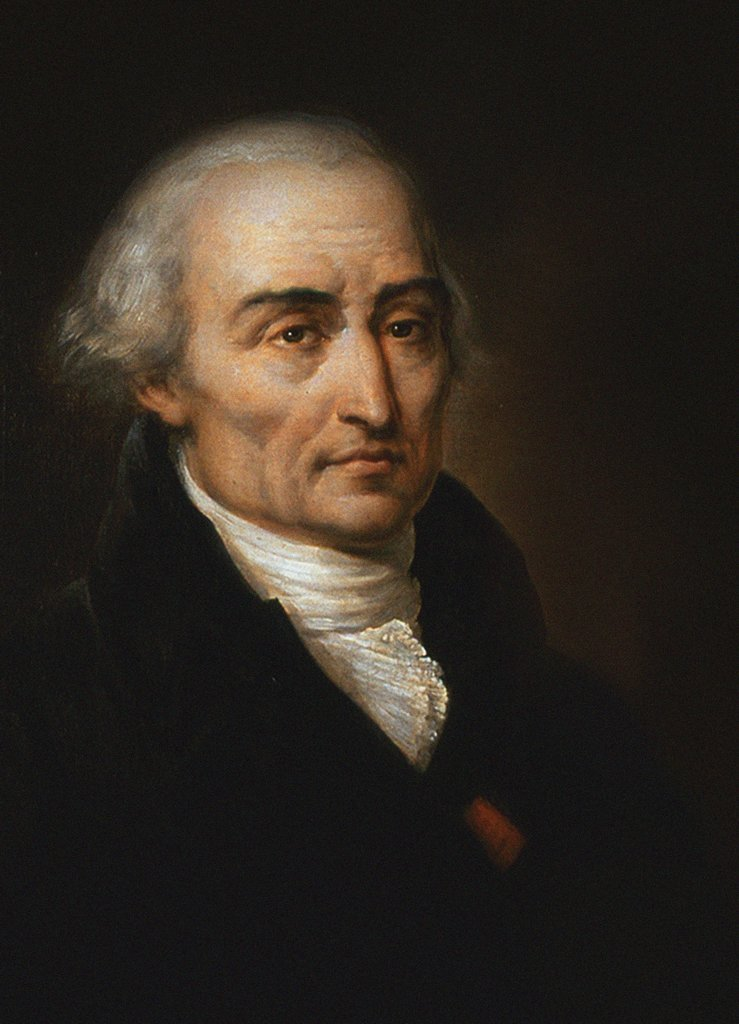
جوزف لوئیس لاگرانژ

لاگرانژیَن L (به انگلیسی: Lagrangian) یک سامانه دینامیک، تابعی است که دینامیک سیستم را توصیف می‌کند. نام آن برگرفته از نام ریاضی‌دان ایتالیایی فرانسوی، ژوزف لویی لاگرانژ است. لاگرانژین در فرمول‌بندی دوباره‌ای از مکانیک کلاسیک از سوی لاگرانژ در ۱۷۸۸ معرفی شد که به‌نام مکانیک لاگرانژی شناخته می‌شود.
در نسبیت، لاگرانژین دیگر یک کمیت نرده‌ای نیست, بلکه یک چاربردار است؛ در واقع تفاضل چاربردار جنبشی و چاربردار پتانسیل.
{\displaystyle L=T-V\!}
T=انرژی جنبشی.
V=انرژی پتانسیل.